# Kuaima Riruako

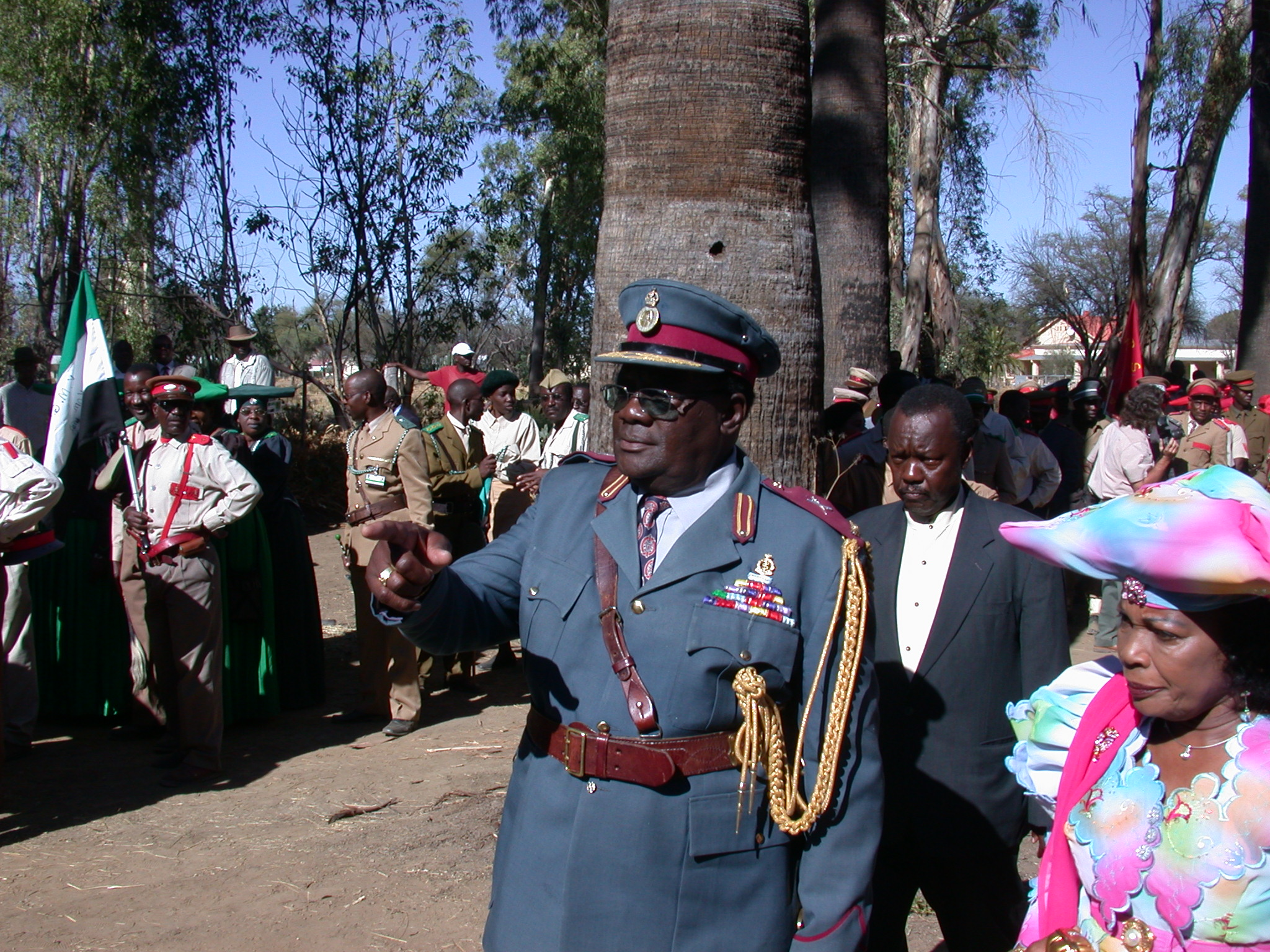
Kuaima Riruako, 2006

Kuaima Isaac Riruako (* 24. April 1935 in Aminuis als Issaskar Kakuremdiro, Südwestafrika; † 2. Juni 2014 in Windhoek) war ein namibischer Politiker und traditioneller Führer der Herero („rote Flagge“).

## Lebensweg
Riruako ging zunächst auf die St.-Barnabas-Grundschule in Windhoek, ehe er Ende der 1960er Jahre nach Accra, Ghana zum Studieren ging. Nach seinem dortigen Studium am Kwame Nkrumah Ideological Institute studierte Riruako an der University of New York in den Vereinigten Staaten von Amerika.
Riruako war seit Gründung der National Unity Democratic Organisation (NUDO) 2003 Vorsitzender der Partei und seit 2004 Abgeordneter in der Nationalversammlung Namibias. Er trat bei den Präsidentschaftswahlen 2004 und 2009 als Kandidat an.
| Präsidentschaftswahl | Stimmen | Stimmenanteil |
| -------------------- | ------- | ------------- |
| 2009                 | 23.735  | 2,92 %        |
| 2004                 | 34.616  | 4,23 %        |

Riruako gehörte dem königlichen Haus der Tjamuaha/OtjikaTjamuaha an. Er nannte sich später nach seinem Großvater Kuaima. Nach der Ermordung seines Vorgängers Clemens Kapuuo 1978 wurde er Paramount Chief aller Herero.
Riruako setzte sich für Reparationszahlungen Deutschlands für den Völkermord an den Herero und Nama während der deutschen Kolonialzeit in Deutsch-Südwestafrika ein.
Er starb nach längerer Krankheit am 2. Juni 2014 in Windhoek und wurde vom 23. Juni bis 25. Juni 2014 in einem Staatsbegräbnis neben seinen Vorgängern in Okahandja beigesetzt.

## Ehrungen
Im April 2019 wurde eine größere Straße in Swakopmund nach Riruako benannt.